# Remigijus Žaliūnas
Remigijus Žaliūnas (ur. 2 lipca 1961 w Olsiadach) – litewski kardiolog, rektor Uniwersytetu Medycznego w Kownie.
W młodości uczył się w szkole w rodzinnych Ulsiadach oraz pobliskich Płungianach, po czym podjął naukę w Kowieńskim Instytucie Medycznym (KMI), którą ukończył w 1986. Od 1988 do 1990 studiował na studiach aspiranckich w Instytucie Kardiologii KMI. W 1990 uzyskał stopień doktora, a pięć lat później również habilitację.
Od 1986 zatrudniony jako lekarz internista w KMI, od 1987 jako lekarz kardiolog w Klinice KMI w Kownie. Od 1990 do 1991 był młodszym współpracownikiem Instytutu Kardiologicznego, a w latach 1991–1993 pełnił funkcję asystenta kliniki kardiologii Kowieńskiej Akademii Medycznej.
Od 1993 do 1998 był asystentem dziekana Wydziału Medycyny Akademii.
Od 2000 zatrudniony jako profesor w Uniwersytecie Medycznym w Kownie. W latach 1998–2002 pełnił funkcję jego prorektora ds. studenckich. W 2001 stanął na czele Kliniki Uniwersyteckiej, a rok później został wybrany rektorem uczelni.